# Gabriels Offenbarung

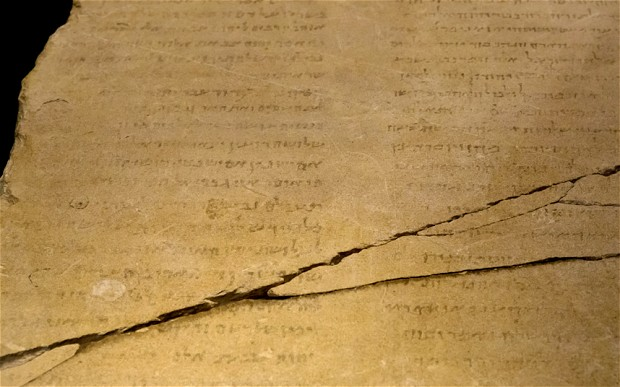
Der Stein mit der Inschrift

Als Gabriels Offenbarung (hebr. חזון גבריאל, Hazon Gabriel  oder Offenbarung des Engels Gabriel) wird eine rund einen Meter hohe Steintafel mit 87 Textzeilen in hebräischer Sprache bezeichnet. Die Textstellen beinhalten einige kurze Prophezeiungen und sollen aus dem ersten vorchristlichen Jahrhundert stammen. Eine der Prophezeiungen beschreibt möglicherweise einen Mann, der von den Römern getötet worden und nach drei Tagen auferstanden sein soll.

## Herkunft
Die Steintafel soll in der Nähe des Toten Meeres in Jordanien gefunden worden sein. Es ist die bislang einzige Steininschrift dieser Art. Im Jahr 2000 verkaufte ein jordanischer Händler die Steintafel an den in Zürich lebenden Antikensammler David Jeselsohn. Nach Jeselsohn waren sich beide damals der möglichen Bedeutung des Funds nicht bewusst. Jeselsohn datierte die Steintafel auf die Zeit um 1000 n. Chr. und kümmerte sich nach dem Kauf nicht weiter um den Stein.

## Untersuchung der Steintafel
Die Paläografin Ada Yardeni, die zusammen mit Benjamin Elitzur den Text übersetzte, erkannte an der Schrift, dass die Tafel sehr viel älter sein und aus der Zeit um Christi Geburt stammen könnte. Im April 2007 wurde in der israelischen Zeitschrift cathedra zum ersten Mal über die Steintafel berichtet. Ein Artikel der New York Times hat den Fund breiter bekannt gemacht.
Auf dem Kalkstein von rund einem Meter Höhe und Breite findet sich eine Tinten-Inschrift von 87 Zeilen. Die Textzeilen sind in zwei Spalten angeordnet. An der Steintafel soll gelblicher Lehm aus dem Gebiet der Landzunge am Toten Meer, direkt gegenüber der Festung Masada gefunden worden sein. Nach Israel Knohl, Bibelforscher an der Hebräischen Universität Jerusalem, deuten Buchstabenformen und der sprachliche Stil der Gabriels-Offenbarung auf die Echtheit der Inschrift hin.

## Entzifferung und Übersetzung der Inschrift
Die ersten Übersetzer des Textes, Ada Yardeni und Benjamin Elitzur, ließen u. a. ein bestimmtes Wort als unentziffert stehen. An einer Konferenz im Israel Museum in Jerusalem vom 6. bis 8. Juli 2008, anlässlich der vor sechzig Jahren erfolgten Entdeckung der Schriftrollen vom Toten Meer, präsentierte Knohl seine Deutung der Inschrift. Er behauptet, in dem zuvor als unentzifferbar eingeschätzten Wort eine besondere Schreibweise von «Lebe» zu erkennen, die auf eine altertümliche grammatikalische Form zurückgehe und verweist auf den Propheten Ezechiel, der das Wort in derselben Form und in einem auffallenden Inhaltsbezug verwendet: «In deinem Blut lebe.» So soll auch die Jesaja-Rolle vom Toten Meer das Verb mit dem ungewöhnlichen hebräischen Buchstaben Aleph verwenden. Knohl ist überzeugt, es heiße somit «Steh auf ins Leben!».
Im Zusammenhang liest Knohl die Zeile daher so: «In drei Tagen lebe. Ich, Gabriel, befehle es Dir, Fürst der Fürsten.» Für Knohl steht somit fest (siehe folgenden Abschnitt): «Jesus war nicht der erste, der auferstanden ist»; er verbindet damit die These, dass die biblische Geschichtsschreibung neu beurteilt werden muss.
Knohls Deutung ist nicht unumstritten. Victor Sassen, Experte für hebräische und aramäische Inschriften, hält Knohls Übersetzung für voreingenommen, weit jenseits der Belege und für inhaltlich fehlerhaft. Das entscheidende Wort, das auf eine mögliche Auferstehung verweisen könne, sei sehr schlecht zu entziffern. Er hält es für wahrscheinlicher, dass es sich um einen Bezug auf das Wort „Zeichen“ handele.
Ben Witherington III, Professor für Neutestamentliche Biblische Exegese am Asbury Theological Seminary in Wilmore, Kentucky, vertritt die Meinung, dass das Wort «Lebe!» genauso gut als «Schau auf!» gedeutet werden könne.

## Hintergrund der Deutung von Knohl
Im Jahre 2001 veröffentlichte Knohl das Buch Der vergessene Messias. Knohl schreibt dort, dass es schon in den Generationen vor Jesus von Nazaret Mythen um einen Messias gegeben habe, der sein Blut vergießen muss, um nach drei Tagen wieder aufzuerstehen. Knohl sieht in Zeile 80 der Steintafel den ersten greifbaren Beweis seiner These.
In seinem Buch bezieht sich Knohl zum einen auf «Messias Sohn des David» (Jesus Christus) und zum andern auf «Messias Sohn des Josef» aufgrund verschiedener Textstellen im Talmud. Diesen Sohn des Josef identifiziert Knohl als die historische Figur des Simon von Peräa. Im Jahr 4 v. Chr., nach dem Tod von Herodes dem Großen (* um 73 v. Chr.; † 4 v. Chr.), habe sich Simon zum König und Messias ausgerufen. Die römischen Besatzer schlugen den Aufstand blutig nieder und töteten Simon. Doch Simons Anhänger behaupteten, er sei nach drei Tagen wieder auferstanden.
In der Gabriel-Offenbarung beziehen sich die Verkündigungen auf einen gewissen Ephraim (Efraim), im Alten Testament der Name des Sohnes des Erzvaters Josef, dem Lieblingssohn Jakobs. Knohl fand im Gabriel-Text weitere Anspielungen auf einen Messias Josefsohn, der getötet und zum Leben erweckt wird. Durch diese Lesart erhalte gemäß Knohl der fragliche Satz eine neue Bedeutung: «In drei Tagen lebe, Ich, Gabriel, befehle es Dir, dem Fürst der Fürsten.» Der Titel «Fürst der Fürsten» sei aus dem Buch Daniel (8, 24-25) bekannt, wo er den Herrscher des «Volkes der Heiligen» bezeichnet, der vom «Herrscher frechen Angesichts und böser Ränke» getötet wird. Knohl sieht diesen Titel als Anspielung auf den historischen Gegenkönig Simon und den römischen Kaiser Augustus: eine Auslegung, die durch die Erwähnung einer felsigen Todesschlucht bekräftigt würde. So soll der jüdische Geschichtsschreiber Flavius Josephus berichten, wie Simon, der sich 4 v. Chr. zum König von Judäa ernannte, in einem Felskamin vom römischen Befehlshaber Gratus geköpft wurde. Weitere Textstellen der Steintafel bezögen sich auf das «Blut der Getöteten», insbesondere «Künde ihm vom Blut. Es ist ihr Himmelswagen.»
Knohl sieht seine These als Antwort auf bislang offene Fragen zur Entstehung des Christentums aus dem Judentum: «Jesus verliert etwas von seiner Einzigartigkeit, gewinnt dafür aber an geschichtlicher Präsenz und wohl auch an jüdisch nationaler Identität.»

## Weitere mediale Rezeption
Die New York Times spricht von einer möglichen Revolution der bisherigen Sichtweise: Sollte sich die Tafel nicht als Fälschung herausstellen, wäre sie ein Hinweis darauf, dass die Geschichte der Auferstehung Jesu Christi nach drei Tagen keineswegs einzigartig, sondern bereits Teil der jüdischen Überlieferung gewesen sei.

## Verbleib der Steintafel
Nach der Entdeckung im Jahr 2007 befand sich die Steintafel zunächst im Besitz des Zürcher Antiquitätensammlers David Jeselsohn. Vom 1. März bis 15. April 2012 war sie in der Ausstellung „Verbum Domini“ im Vatikan zu sehen. Im Rahmen der Sonderausstellung „Ich bin Gabriel“ wurde die Tafel 2014 im Israel-Museum in Jerusalem gezeigt.

## Film
- Friedrich Klütsch: Der Auftrag des Erzengels. Auf den Spuren der „Gabriel-Offenbarung“. ZDF, 12. April 2009